# 笑福亭松之助
2代目 笑福亭 松之助（しょうふくてい まつのすけ、本名：明石 徳三（あかし とくぞう）、1925年〈大正14年〉8月6日 - 2019年〈平成31年〉2月22日）は、日本の落語家。
喜劇俳優や劇作家としても活動した。

## 概要
タレントの明石家さんまの師匠として一般的に知られている。落語家としては関西を拠点に上方落語を演じ、寄席で演じられる軽演劇の俳優、劇作家としても長く活動していた。所属事務所は吉本興業（1959年4月 - 1961年3月、1967年3月 - 、所属歴は後述）。
2000年代には死去に至るまで、上方芸能界における最年長の落語家であった。
愛称は「松ちゃん（まっちゃん）」。血液型はAB型。おっちゃんVSギャル等のバラエティクイズ番組に出演したときには「マッピー」という愛称がつけられたこともあった。

## 来歴

### 生い立ち
兵庫県神戸市湊西区（のちの兵庫区）で、父・徳松（とくまつ）と母・ちょうのあいだに、長男として生まれる。父親は大阪出身の建築関係の職人だった。かつてのインタビュー集では、俗に「手伝い職（てったいしょく）」と呼ばれる建築作業の補助的な部分を担当する職人と語ったが、晩年の自伝では父親が左官や道路舗装だけでなく、建物移築や解体の請負にも携わったと明かしている。母親は兵庫県印南郡曽根町（現・高砂市）の商家出身で、徳三が生まれた時点では無店舗の髪結いだった。生家は湊川神社の西側、有馬道と多聞通の交差点付近で繁華街の新開地が「目と鼻の先」にあった。
徳三は幼い頃から芸能好きの母に連れられ、新開地の寄席や芝居小屋 や映画館に通った。演芸では特に奇術を好んだほか、漫才では横山エンタツ・花菱アチャコにあこがれた。橘尋常小学校1、2年生の頃、同級生の家に大量にあった初代桂春団治のレコードを聞かせてもらったのが、落語の面白さを知るきっかけだったという。また「向かいの家のおばさん」に雑誌『キング』を借り、連載されていた落語速記を読みふけった。同誌に掲載された柳家金語楼の新作落語『夜明の鐘』をクラスメイトの前で演じたという。その一方、仕事を継がせたがった父親に、小学校入学前から建設現場に連れて行かれ、さまざまな建築作業を仕込まれた。両親は熱心な浄土真宗の信徒であり、生家にほど近い神戸布教所の日曜学校に通わされた。
尋常高等小学校を卒業した1940年の4月、徳三は校長の推薦により「養成工として」三菱電機神戸製作所に入ると、戦争が激化しつつあったため就職と同時に徴用工の扱いになり、また同社の幹部養成施設であった神戸三菱電機青年学校に学籍を得た（中等学校相当）。当初は潜水艦工場の設計課に配属され、写図工（トレーサー）として設計図の作成に従事していたが、すぐに製造現場に配置替えされた。「不良」の徳三は規則に縛られるのを徹底的に嫌い、規則の丸刈りにせず長髪で通し、工場では常に仕事をサボって倉庫で寝ていたほか、青年学校の軍事教練の授業は毎回、病気を理由に見学していたという。
17歳のときに父親が死去。徳三は家計を支えるため、「反戦の医者」から「肺浸潤」との嘘の診断書を書いてもらって長期休職し、健康保険組合から日給7割相当の療病手当を受給しながらアルバイトを始めると、「ニュース館」と呼ばれたニュース映画専門の映画館に映写フィルムを自転車で運んだ 。ある時、徳三をニュース館に誘った友人から「余興屋」（よきょうや）のアルバイトを紹介された。この頃の徳三は奇術に本格的に熱中しており、その余興屋の社長から奇術師のジャグラー都一（一陽斎都一）に紹介を受けかけたが、空襲の激化のため弟子入りの話は立ち消えになった。この頃、お好み焼き店を経営したこともあるという。
また徳三は徴兵検査を受けたが、右耳の難聴が発覚したために即時の入隊を免れた。難聴のほかは健康であったが、予備役合格者の出兵が始まっても、終戦にいたるまで「どういうわけか、召集令状がこなんだ（引用注＝来なかった）」という。1945年3月17日の神戸大空襲で生家を含む一帯が甚大な被害を受けた際は、体の半分ほどまで水で満たされた防火水槽に入り、母親とともに水で濡らした布団をかぶって炎や熱風を避け、九死に一生を得た。生家が全焼したため、母子は生田川沿いの借家に越したものの、6月5日の空襲でそこも焼け出され、徳島県の池田にあった姉宅への疎開をへて、終戦を尼崎市の親類宅で迎えた。

### 芸界入り
終戦後、徳三は被災地の瓦礫（がれき）の片付けや建物解体など、日雇いの土木作業に従事したのち、鋳物（いもの）工場に就職したが、ある時「好きなことをして死のう、そうせな損や」と思い、「死んだときに新聞に名前が出る（略）、ちょっとでも人に知ってもらえる」として芸人になることを思い立った。「漫才は（略）相方と喧嘩するやろし、噺家ならその心配はない」として、落語家を目標に定めた。
徳三はこの頃、毎月のように大阪の寄席に出掛けて落語を聞いており、5代目笑福亭松鶴の『尻餅』を聞き、餅つきを請け負う賃搗き屋が火に当たりながら相撲甚句を歌う様子を演じる姿を見て、「おっ師匠はんの前に、火がボーッと燃え上がったような」気がして、「客席でブルブルッと身震いするほど、ええなあと」感じたことがあった。また雑誌『新演芸』で正岡容による5代目松鶴の評論を読み、ネタの出来を細かくノートにつけていることを知ると「落語にたいする愛情と情熱の深さ」を感じた。こうして「入門するならここや」と決意を固め、当時、松鶴が出演していた寄席「戎橋松竹」に飛び込み、支配人を通じて面会を申し入れた。楽屋で毛布をかぶって寝ていた5代目は、徳三を見て起き上がるなり、「ご飯食べられへんで」とつぶやいた。「それはもうわかってます」と答えた徳三に、5代目は「そうか。そんなら明日からおいで」と応じた。1948年6月4日、または7日のエピソードで、これ以降、自伝に記した若手時代の事柄に比較的精細な日付をあてたのは、入門当初の徳三が稽古ネタや演じた場所・日付・報酬などを細かくA5判の大学ノートにつけていたためである。
入門から数日後の6月17日または6月19日に、徳三は初舞台を踏んだ。寺田町の大阪市交通局寮で、本名のまま『寄合酒』を演じた。徳三は師匠の家に住み込んだり通ったりすることなく、戎橋松竹の楽屋に通って弟子修行をおこなった。師匠には楽屋の片隅で小声で稽古をつけてもらい、そのかたわら、兄弟子の笑福亭光鶴（のちの6代目笑福亭松鶴）とともに囃子場を手伝った。のちに松之助は、この時期に一度だけ「笑福亭徳利」という名で出たことを回想している。入門年の9月、5代目から「この名前やったら続くやろ」と、光鶴の前名だった「松之助」を与えられる。1950年1月1日の京都祇園会館での高座をへて、11日の京都富貴亭が寄席での正式デビューとなった。寄席出演だけでは生活できなかったため、出番のない日は土木作業の日雇い労働を続けていた。
寄席で高座に上がって半年後の7月、師匠・5代目松鶴が亡くなった。さらに、母親が落語家をやめるよう強く主張したことにショックを受け、服薬自殺を図るが、酒を飲んでいたため薬を嘔吐し未遂に終わる。松之助は母との不和に関して、当時の若手の指導的役割だった4代目桂米團治に相談したところ、自分の邸で「お金のあるときは不在、お金がなくなれば在宅」の「自由居候」をしてはどうかと提案され、松之助は下座囃子の見波よしとともに、邸宅の2階に1年ほど寄寓する。松之助は4代目米團治から9つのネタ（後述）や、芸人としての心構えを教わった。
NHKラジオ大阪放送局の『上方演芸会』の前説を担当した縁で、同局の1951年9月18日放送の『若手演芸家の時間』で放送デビューすることになった。そこで米團治から習った 『江戸荒物』を演じた。
1952年3月から1956年1月にかけ、阪急東宝グループの小林一三の発案で、宝塚第二劇場において「宝塚若手落語会」が開催された。松之助は宝塚で軽演劇の公演に参加しながら（後述）、ここで落語の腕を磨いた。1957年4月には、上方落語協会の結成に参加（のちに退会）。

### 喜劇役者としての活躍
小林一三は上述の落語会に先立つ1950年に様々なジャンルの芸能人を集めた「宝塚新芸道場」を旗揚げし、バラエティーショー公演の準備を進めており、翌1951年には拠点を宝塚映画劇場に移し、「宝塚新芸座」という軽演劇の劇団に模様替えさせた。その年の9月、松之助は漫才師・漫才作家の志摩八郎からの封書で、その一座の立ち上げを知らされる。同じく新芸座の一員になることが内定していた山崎正三の推薦による誘いだったという。月給制に惹かれたことや、同年10月に4代目米團治が急逝したことで「あの男を弟子にしたら早死にする」と師匠連に敬遠され、寄席出演の機会を失いかけていたことなどから、松之助は入団を決断する。1951年11月、立ち上げ公演『懐かしの映画五十年』に活動弁士役でゲスト出演後、松之助は新芸座に正式に入り、喜劇役者の道を歩んでいく。
入団当初の松之助は「自分は噺家なのか、役者なのか、どうも気持ちの整理ができなんだ（引用注＝できなかった）」といい、「『噺家やがな』という腹」で、セリフを覚えずに出て舞台袖のスタッフに忘れた部分を聞きに行くなど、強引な方法で笑いを取っていた。そのような松之助を見た先輩座員の三角八重が、「そらあんたは落語家や。そんなつもりでええ加減にやってんねやろけど、今は役者として給料貰うてんのと違うんかいな。それやったら、そのお金が取れるだけの芝居やってんか」「落語家やというのなら今すぐ役者をやめて落語家になりぃな」と厳しく叱責した。また、小さな落語会にばかり参加していた松之助に対し、3代目林家染丸が「もうあんたは（引用者注：役者として）北野劇場やコマ劇場てな大きな所へも出られるようになってんねんさかい、落語をやる時も場所を選びや」とアドバイスした。これらの体験を通じ、幼少期に親しんだ仏教の思想「即時即今（常に今この瞬間があるだけだという概念）」を思い出した松之助は、「区分は小さいこだわり」「自分は『芸人』」と意識を変え、「芝居をやれと言われれば役者を演じ、落語をやれと言われれば噺家を演じる」と決心した。秋田實や漫才師グループが新会社「上方演芸」設立のため宝塚新芸座から退団すると、笑芸出身者は座長格のミヤコ蝶々・南都雄二や松之助など、わずか数人になったが、松之助は芝居の中でギャグを一手に引き受ける役割になったため「思いきりバカバカしい動きをしたり喋ったりでご機嫌でした」と回想している。
1953年4月、新芸座の人気演目を中継する『漫才学校』（ABCラジオ）の放送が始まり、松之助は番組のヒットとともに人気タレントとなっていく。蝶々・雄二降板後の『新・漫才学校』で構成作家も兼務し、これが台本作家としてのキャリアの始まりとなった。また、NHKのテレビ実験放送時代からドラマに出演し、テレビ俳優としてもコンスタントに活動しはじめる。1954年10月には、アイスショー「宝塚歌劇団スケートチーム」の第1回公演『白雪姫』に参加し、アイススケートを特訓して白雪姫の母役をつとめている。
菊田一夫のオファーを会社が勝手に断ったことをきっかけに、「他人の意思で自分の行動も左右される」「サラリーマン役者」の立場に疑問を抱くにいたった松之助は、1958年暮れ、突如、新芸座を退団し、翌年3月または4月、元は永田キング門下の芸人で当時は興行師をしていた北村ハッピーに紹介され吉本興業と契約する。同社は3月に「うめだ花月劇場」を開館させたばかりであり、独自の新たな軽演劇のプログラムに出す役者を求めていた。松之助いわく、昭和中期の大阪の芸界は「実力さえあれば、なんぼでも替われる。会社より芸人のほうが強かった」という環境であり、これ以降の10年間、気の向くままにプロダクションを渡り歩いた。
1959年4月、松之助は「吉本ヴァラエティ」、のちの「吉本新喜劇」の創設メンバーとなった。当時の新喜劇には、オリジナルの脚本と演出を担当する者が進行係の竹本浩三だけしかおらず、ほとんど役者によるアドリブで芝居を進める状態だった。幹部（のち社長）の中邨秀雄のすすめで、松之助も「明石光司」（あかし こうじ）のペンネームで脚本を書くことになった。1959年の、改称「吉本新喜劇」第1回公演『夫婦読本』は松之助の作・演出・主演である。新喜劇では、一時退社した時期をはさんで「50本ほど書いた」という。松之助のインタビューを収めた4代目林家染丸の著書『笑福亭松之助聞書 いつも青春ずっと青春』には、「明石光司」作『三寒四温』の全編を載せている。
1961年4月、松竹芸能が新たな軽演劇団の旗揚げのため、契約期間満了を控えた松之助の引き抜きを図った。吉本側は松竹主催の舞台に松之助を客演させ手打ちにしようとしたが、松之助は誘いに応じて松竹に移籍した。このとき松之助は勘違いから吉本との契約期間を1ヵ月残して移籍したため、幹部（のち社長）の八田竹男を激怒させている。劇団はミスワカサ・島ひろし率いる「松竹とんぼり座」として発足、松之助は台本執筆と演出を平尾晋作、花登筺と分担し、自身も役者として出演した。ワカサ・ひろしが立ち上げ1年で退団後、劇団は松之助を座長に据え「松竹爆笑劇」と改称する。ここで初代森乃福郎、上方柳次・柳太との3組主演公演などを手がけた。
やがて、松之助の台本に対する会社側の「的外れな」注文や干渉が重なり、ストレスを募らせていったほか、「相談もなく役者を入れ替えられ（中略）げた箱も1番下段」といった理不尽な扱いに堪えかねて、自身の台本ではない公演の最中に「こんな芝居おもろないやろ、笑うな」と絶叫する。これが新聞に載りスキャンダルに発展したことをきっかけに、3年の契約期間満了をもって退社した。のちに松竹は合わなかったと回想している。
その1964年の4月、松之助は千土地興行の後身・日本ドリーム観光に移籍、千日劇場で落語を演じるかたわら軽演劇の「松ちゃん劇団」を率いたほか、大阪劇場の公演で出演者と演出家を兼任した。また、この時期に3代目桂米朝司会の大喜利番組『お笑いとんち袋』にレギュラー出演し、2代目露乃五郎、3代目桂米紫、4代目桂文紅、3代目笑福亭仁鶴とともに「実験寄席」を主宰すると、高座の左右に置いたスピーカーから効果音を流したり、当時の洋画を落語に仕立てて演じるなどの演出を試み、若い観客を増やした。なお、千土地移籍後も、第2期の「松竹家庭劇」にゲスト参加した。

### 吉本復帰以降
1967年3月、吉本社長となった八田竹男や幹部の中邨（なかむら）秀雄に呼び戻され、吉本に復帰する。新喜劇や「ポケットミュージカルス」の台本執筆をしばらく担当したほか、芸人たちと幕間のコントを演じた。4代目染丸は当時の演目のうち、歌舞伎のパロディや浪曲漫才の宮川左近ショーをもじった「寺川右近ショー」などを記憶している。やがて、観客が新喜劇に求める「個人演芸の展示」路線と、松之助の志向する芝居のあり方に隔たりが出たことや、かつてと異なり専業の台本作家が充実したことから自ら退団を申し出て、落語などのひとり舞台に専念する。
1970年代以降、これまでの落語の演じ方で笑いが取れなくなってきたと気づいた松之助は、テレビのCMや番組の内容をこき下ろす漫談調の新作落語『テレビアラカルト」（別名『仮面ライダー 』『バカボン』）を創作し、落語家としての人気を得た。また6代目松鶴が立ち上げた「セルシー落語会・繁昌亭」の出番組み（でばんくみ）を引き継ぎ、後身の育成に携わった。松之助も若い観客の発掘に積極的に取り組み、心斎橋筋2丁目劇場開場時は、ジーンズの上下を着て、帽子とサングラスで正体を隠し、落語を披露していた。
1996年6月から9ヵ月間にわたって夜のニュース番組『ニュースステーション』（テレビ朝日系）の金曜日コメンテーター
を担当し、同番組では中継レポーターにも挑んだ。松之助が高速道路のサービスエリアで停車している自動車を「45台」と紹介したところ、キャスターの久米宏が「暗いのにどうして45台とわかったのですか」と問うたので「ディレクターがそういえといったのです」と答えて久米を笑わせた。
2000年1月、4代目林家染丸とともに若手の勉強会『落語はやらせ隊』の顧問となる。松之助がなんばグランド花月ではじめて落語を演じたのは、2007年6月28日だった。2008年8月6日にはトリイホールにて自身の芸能生活60周年を記念する落語会『五世松鶴 弟子生活六十年記念の会 自称天然記念物認定』を開催。
松之助は80歳を過ぎても40分を超える長ネタを演じ、映画監督をつとめ、ブログを開設して自ら積極的にメッセージを発信するなど、エネルギッシュに活動していた。2009年6月には、若手に交じって賞レース「S-1バトル」に挑戦している。2016年、90歳で初の著書を上梓した。
2019年2月22日午前3時過ぎ、老衰のため兵庫県西宮市の病院で死去した。93歳没。告別式は日本キリスト改革派教会(甲子園教会)の吉田隆牧師の司式により行われた。(https://www.facebook.com/photo/?fbid=2115656501836714&set=pcb.2115669218502109&locale=ja_JP)

## 年譜
- 1925年8月6日 - 兵庫県神戸市湊西区で、父・徳松と母・ちょうのあいだに、長男として生まれる。
- 1940年
  - 4月 - 校長の推薦により養成工として三菱電機神戸製作所に入る。
  - 戦争が激化しつつあったため就職と同時に徴用工の扱いになる。
  - 同社の幹部養成施設であった神戸三菱電機青年学校に学籍を得た。当初は潜水艦工場の設計課に配属され、写図工として設計図の作成に従事していたが、すぐに製造現場に配置替えされた。
- 1945年
  - 五代目笑福亭松鶴の『尻餅』を聞き、「入門するならここや」と決意を固め、面会を申し入れた。
  - 6月17日 - 初舞台。寺田町の大阪市交通局寮で、本名のまま『寄合酒』。
  - 9月 - 「松之助」を名乗る。
- 1950年
  - 1月11日 - 寄席デビュー。
  - 7月、師匠・五代目笑福亭松鶴が死去。服薬自殺を図るが、酒を飲んでいたため薬を嘔吐し未遂に終わる。
- 1951年
  - 9月18日 - 『若手演芸家の時間』で放送デビューし、『江戸荒物』を演じた。
  - 新芸座に正式に入り、喜劇役者の道を歩み始める。
- 1957年4月 - 上方落語協会の結成に参加（のちに退会）。
- 1958年 - 新芸座を退団し、吉本興業と契約する。
- 1959年4月 - 「吉本ヴァラエティ」のちの「吉本新喜劇」の創設メンバーとなった。
- 1961年4月 - 松竹芸能に移籍。
- 1964年
  - 4月 - 日本ドリーム観光に移籍
  - 大喜利番組『お笑いとんち袋』にレギュラー出演。
- 1967年3月 - 吉本に復帰。
- 2019年2月22日 - 兵庫県西宮市の病院で死去。

## 芸風
古典落語は豊富な持ちネタがあった。上記の通り、若手時代に習得したネタについて、教わった時期や師匠、仕草・しゃべり方の指示、間の意味などを以下のように細かく記録していた。
- 5代目松鶴から - 『寄合酒』『いかき屋』『浮世根問』『宿替え』『軽業』『播州めぐり』『くっしゃみ講釈』『貧乏花見』『天神山』『桜の宮』『鉄砲勇助』『鶴満寺』[83]
- 4代目米團治から - 『蛇含草』『くやみ』『仔猫』『蔵丁稚』『江戸荒物』『厄払い』[44]など
- 4代目桂文枝から - 『へっつい幽霊』『首提灯』[44]『大名将棋』[84]『上燗屋』[85]
- 橘ノ圓都から - 『軒付け』[84]
- このほか、以下五十音順。『大箋』『お文さん』『片袖』『高津の富』『後家殺し』『昆陽池』『佐々木裁き』『三十石』『三人兄弟』『三枚起請』『質屋蔵』『ぜんざい公社』『ぞろぞろ』『立ち切れ線香』『土橋物語』『野崎詣り』『花筏』『百年目』『兵庫船』『堀川』『らくだ』など[要出典]。このうち『ぜんざい公社』について小島貞二は、「甘い汁はこっちで吸ってます」という落ち（サゲ）は松之助の工夫という説を記している[86]。

古典落語の矛盾点を直したりサゲを「改訂」したほか、『三十石』で舟歌とともに自身の出囃子でもある長唄の『新曲浦島』を歌うなど、さまざまな新演出を加えた。2008年には『曽根崎心中』を落語に改題した。
1980年代ごろから、5代目が『上方はなし』に速記録として残した『たばこの火』『苫ヶ島』など、上方であまり演じられなかった演目の復刻に取り組んだ。
芝居の素養が必要なネタが古典に多いことや、俳優としての経験によって芸を高めた経験から、「落語はお芝居です」との信念を持っていた。また、「落語は『芸術』ではない」「芸人はサービス業なのです」とも主張した。
若手が落語会・独演会を寄席ではなくホールで行う風潮を、あまり好まなかった。「始めから落語を聞きにきているのですから、周波数が合わないということはありません。これではホントウの芸人の経験は積めない」としていた。
晩年、落語家でなく「楽悟家」を自称していた。楽しさを悟ったという意味ではなく「お客さんに楽しさを知ってもらう者」の意。「昨日今日に弟子入りしたものも落語家と名乗ることに違和感を覚えた」ことや、5代目松鶴の弟子としての誇りを表現したものだった。

## 評価
いわゆる四天王（6代目笑福亭松鶴・3代目桂米朝・5代目桂文枝・3代目桂春団治）よりも遅れて入門したこと、大きな一門を形成していないこと、喜劇役者として活躍し落語界から離れた時期があること、新作落語で名が売れたこと、上方落語協会を離脱したことなどから、同年代の落語家よりも一段低い評価を受ける傾向がある。立川談志には、松之助は大阪の落語家から総スカンをくらっているが芸力は6代目松鶴と同じだと評された。

## 弟子

五枚笹は、笑福亭一門の定紋である。

- 橘家圓三 - 前名は「明石家つる松」。1970年に破門されて橘ノ圓都門下、圓都没後はさらに三代目桂米朝門下（預かり）に移る。
- 五所の家小禄 - 二代目露乃五郎門下で「露の小治郎」を名乗ったのち、松之助門下に移り「明石家小禄」「五所の家小禄」を経て「右京小禄」。
- 明石家さんま[注釈 12] - 前名は「笑福亭さんま」
- 明石家のんき - 実子（長男）[94]。前名は「笑福亭梅之助」
- パーポ明石 - 実子（二男）[94]。前名は「笑福亭亀之助」
- わきたかし
- 信用亭きん好

松之助は、多くの弟子に自身の亭号「笑福亭」を名乗らせず、自身の本名にちなむ「明石家」の亭号を与えた。「屋号で自分たちの勢力範囲を示しているような」感じに違和感があったことや、下の名だけで区別するほかないため、自身が若手時代に不自由さを感じたことによる。
さんまによれば、内弟子を務めた当時の松之助は弟子に実家にちなんだ変わった芸名を付けていた。それぞれの実家の生業をもとに、水産加工業のさんま、理髪店の明石家パーマ、自転車店の明石家サドル、下着店の明石家パンツなどの例が過去に存在した。

## 人物・エピソード

### 趣味・嗜好・交友
水泳は趣味の域を越えてマスターズ水泳で優勝するほど没頭し、80歳を過ぎてからも毎日50メートルを10セット泳いでいた。1994年、明石徳三として全日本マスターズ水泳短水路大会の大阪会場に出場し、65歳以上の部の100メートル自由形（1分22秒64）、200メートル自由形（3分09秒72）で優勝した（全国6位記録）。また翌1995年には京都会場・70歳以上の部の200メートル自由形で個人優勝、所属の「マックスポーツ」チームとして混合100メートルメドレーリレーで団体優勝した。78歳で日本スイミングクラブ協会（JSCA）マスターズ通信記録会で1500メートル自由形に出場、34分50秒89のタイムを記録した。80歳で自律神経失調症のため入院するまで、病院に入院した経験がなかった。 2010年にはJSCAより、第11回ベストスイマー賞を受賞した。
幼少期に寺院に通った影響で、松之助は阿弥陀経や正信念仏偈をそらで暗唱できた。1969年に母親が死去した際は、自ら正信念仏偈を引用して戒名を贈った。
手先が器用で、子供のころから建築現場を手伝っていたため、日曜大工が得意だった。阪神・淡路大震災の際には西宮市の自宅の壁の外装が落ちたが、すべて自ら修理した。三菱電機時代に覚えた製図の技術を、芸人になったのちも活かした。前述の新喜劇の台本には、セットの寸法や材質を細かく指示した見取り図が記載されている。また1990年代に、落語用の見台と膝隠しを設計して、桂三枝に提供した。
落語家になったのちも奇術の研究に没頭し、若手時代の明石家さんまにも「なんでもやっとかなあかん」として奇術を仕込んでいた。
生き物が大の苦手だという。宝塚新芸座時代、巡業中に松之助が一人で部屋にいたところ、同行していたミヤコ蝶々がいたずらで猫を部屋に放り込み、外から戸を閉めた。松之助は『まんじゅうこわい』のように大騒ぎしたという。
吉本新喜劇のやなぎ浩二と親交が深かった。

### 落語界

#### 6代目笑福亭松鶴との関係
6代目松鶴は松之助より7歳年上だったが、「生意気」だった松之助は、弟子修業当初からタメ口で6代目に接していた 。ただし、長く寝食を共にし、幼少の頃から抱いていた兄の存在への憧れもあって、6代目を「兄貴」「兄ちゃん」と呼び、心から慕っていた。松之助は6代目のために新作落語を数本書き下ろしている。
6代目松鶴の前座名を継いだまま、改名や名跡への襲名を行わず、生涯松之助の名で通した。6代目の一存では改名させられなかった事情のためとみられる。
6代目と同じ松竹芸能に所属した期間は前述の通り短かったが、1962年の角座での襲名披露興行にちょうどめぐり合った。所属事務所が異なれば同じ一門であっても襲名披露の口上に参加できない慣習だったため、松之助は参加がかなった当時を「これも運やね」としている。6代目は「よかったらこれを着てくれ」と、襲名記念に自身と揃いで仕立てた長襦袢を松之助に贈っている。
6代目が死去した際、松之助は通夜・葬式に一切出なかった。6代目の弟子で松之助の甥弟子に当たる笑福亭鶴瓶は、この当時の松之助の態度に対して「なぜ弔問に来ないのか？」と思っていたが、のちに鶴瓶の直上の兄弟子・笑福亭松葉が死去した際、あまりの悲しさに葬儀に出たくない感情がこみ上げ、松之助の気持ちが「わかった」とのちに語った。

#### 明石家さんまとの関係
1974年3月、京都花月の楽屋を尋ねて弟子入りを申し出たさんまに、松之助が「なぜ僕を選んだのか」と問うたところ、「あんたはセンスがええ。」と返された。さんまに悪意がなかったとはいえ不遜な返答だったが、それに対して松之助は「それはどうも、褒めてもろておおきに。」と答え、決して怒らなかった。
松之助は、弟子を付き人として連れ回すより自宅で勉強させたほうがいいという主義だったため、さんまは松之助の仕事の際は留守番をし、掃除や炊事などの家事を手伝っていた。松之助は息子の弘之（のんき）から「兄ちゃん（さんま）は、昼まで寝ている（師匠を見送ったさんまが二度寝をしている）と耳打ちされた。それ以降、忘れ物をした際などは、自宅に入る前にわざと大きな音をたてたり、大声で歌ったりすることで、さんまが自分を迎える際に慌てないよう、自然に目を覚ますように仕向けていた。のちになぜ師匠が弟子に気を使う必要があったかと苦笑混じりで回想している。
これは甘やかしていたのではなく、普段のさんまが住み込み弟子としての仕事を果たしていたので、大目に見たものだという。
さんまが落語をしないと非難され、気に病んでいると知った松之助はかつて自身が三角八重に叱られた話を引き合いに出し、タレント業に精を出したらよい、今を精一杯生きるということが大切と励ました。それを受けたさんまは、「師匠がそういわれるのなら落語家を辞めます」と宣言すると、すでに決まっていた落語会の出番にタキシード姿で現れ、客席に「わたくし明石家さんまは今日かぎり落語家をやめます」と告げた。
松之助は、晩年まで上京したさんまと週に1通手紙をやり取りしていた
。さんまは、週刊誌の「私の宝物」という取材で松之助からの手紙の束を紹介した。

松之助はさんまに心配されることを嫌い、目や血管の手術をした際も教えなかった。
なお、松之助はさんまの今日までの活躍について好意的である。修業時代にナンパしながら女の子を笑わせたことについて、他の師匠であれば眉をひそめるところを「芸人としてむしろ勉強している」と褒めた。さんまが売れ出した頃、松之助は高座で開口一番「売れているさんまの師匠の笑福亭松之助です」と必ず言っていた。ある時は、襟に大きく「さんまの師匠」と書いた羽織を仕立て、高座で着用した。さんまの出演するテレビ番組をよく見ており、そのたびに「彼は常に全力投球で、絶対に手を抜いていない」と感心した。
「よしもとの天然記念物保護の会」（2008年11月16日、なんばグランド花月）に際し、何か手伝わせてほしいと願い出たさんまに松之助は、「君が来たら僕が目立たなくなるがな！」とかたくなに拒否した。それでも食い下がられ「えぇ？ 来るの……？」とつぶやき、さんまを苦笑させた。その本番では、弟子はもういらない、さんまの看板が大きいので十分と自慢の弟子を誇らしげに語り、さんまは「僕が53歳（当時の年齢）になって、とっくに師匠は死んでると思っていたが……。一緒に舞台共演するなんて思わなかった」と語った。
松之助は、数年に1度の割合でさんまの冠番組である『さんまのまんま』にゲスト出演している。この中で、初孫（のんきの息子）が誕生したときに一切連絡をしなかった理由として、「君が『それがどないしたん?』って思うと思った」と語り、さんまは苦笑して「師匠にそんなこと口が裂けても言えまへん」と返している。
『笑点』スペシャルに出演した松之助は、次のようなさんまにちなむ回答をした。
- 「さんまにジャンケンで負けて、弟子になった」（2006年）
- 「夢で良いから 見てみたい 弟子のさんまにお年玉」（2009年）
- 「弟子のさんまが、さあ来るぞ! 今年もお年玉をもらおう」（2010年）

### 家族
松之助の語るところによると、松之助は2度の結婚歴がある。最初の妻は宝塚歌劇団の団員で、松之助が宝塚新芸座にいた1955年4月に結婚して2児をもうけたが、義父と意見が合わなかったことや自身の「原因」のため12年で離婚した。松之助は離婚時、慰謝料として家を含む全ての家財道具を前妻側に譲り、2人の子供が20歳になるまで養育費と住宅ローンを払い続けた。住み込み弟子だったさんまも養育費を前妻に届けるおつかいを頼まれたという。2番目の妻の逗子みさをとは、1967年12月に結婚した。逗子はのんき、パーポの生母で大阪松竹歌劇団の座員を務め、大阪劇場の本公演に出るかたわら、角座の「とんぼり座」にも出演していた。

### その他
松之助は松竹時代から吉本復帰後にいたるまで、「小心者であって酒の勢いを借りねばならなかった」「面白いことを考えても、それをシラフでやるのが怖かった」として、「毎日酔うてた」というほど酒浸りになった時期があった。酔った勢いで高座に上がるなり「笑福亭松之助です」とだけ言って降りたことがあり、人気絶頂だった4代目柳亭痴楽が名ビラを見せ、黙って自分の顔を指差すだけで高座を降りたのをまねた。
酔ったまま客前に現れ、「隣の家に囲いができたな。ヘエ。もうええやろ。こんな酔っ払いの落語聞いてても面白うないで。おあとと交替いたします」と言うなり、3分で高座を降りた松之助の姿を見た八田竹男は、楽屋の黒板に書かれた香盤表の、トリ前の松之助の表記を消し、前座より前に書き換えた。そんな中、もっとすっきりした頭で、ちゃんと世間を見ようと思い立ち、翌日から酒と煙草を断った。自身の記録に1975年6月1日のこととある。この日以降、一切酒を口にしなかったという。52歳で自動車運転免許を取得し（1977年前後）、70歳のときに返納した。

## CD・DVD
- 『落語歳時記 第2：5月 - 8月;人形買い (笑福亭松之助口演) 』東京 : ビクター（JL-334、JL-335）。録音ディスク 2枚 : アナログ (LP) 33 1/3rpm ; 30cm。国立国会図書館書誌ID:000008684030。
- 共作『上方落語大全集 朝日放送1080分落語会実況録音盤』テイチクレコード、1971年、LPレコード3枚組、EAN 229999025633。
- 『楽悟家 笑福亭松之助』（YOSHIMOTO WORKS、製作は日沢伸哉）
DVD+CDボックス。ABCラジオ主催の「上方落語をきく会」などの音源からCDに18席、『日本の話芸』（NHK）などの録画からDVDに27席をそれぞれ収載。「よしもとの天然記念物保護の会」での明石家さんまとの対談なども収録。

## 著作
- 笑福亭松之助『草や木のように生きられたら』ヨシモトブックス、2016年。ISBN 978-4847094248[119]
- 笑福亭松之助、織田正吉、熊谷富夫「笑いの先達シリーズ(3) : 五代目笑福亭松鶴(第15回研究会)」『笑い学研究』第5号、日本笑い学会、1998年、47-50頁。NAID 110002696697、doi:10.18991/warai.5.0_47、ISSN 2189-4132。

## 監督
- 夢だけが人生やない（2007年、吉本興業） - 「YOSHIMOTO DIRECTOR'S 100 〜100人が映画撮りました〜」の一作[120]

## 出演

### 映画
- 昔話ホルモン物語（1952年、東映京都）
- 漫才長屋は大騒ぎ（1956年、東映）
- 漫才長屋に春が来た（1956年、東映）
- 橋蔵の若様やくざ（1961年、東映）
- 一心太助 江戸っ子祭り（1967年、東映京都）
- どついたるねん（1989年、ムービーギャング）
- 王手（1991年、ムービーギャング）- オッサン 役
- BOXER JOE（1995年、シネセゾン）
- 岸和田少年愚連隊（1996年、松竹）
- ビリケン（1996年、シネカノン）- ホームレス 役
- 岸和田少年愚連隊 血煙り純情篇（1997年、シネマ・ドゥ・シネマ）- テルさん 役
- ヒロイン！なにわボンバーズ（1998年、大映）- 謎の長老 役
- 学校の怪談4（1999年、東宝）- 関川幸一 役[121][122]
- 難波金融伝ミナミの帝王劇場版partXV「商工ローン・保証人の落とし穴」（2000年、ケイエスエス）
- 岸和田少年愚連隊 野球団〈岸和田少年野球団〉（2000年、セディックインターナショナル）- ジィやん 役
- REFLECTION 呪縛の絆（2002年、h.m.p）
- ピーピー兄弟（2002年、シネカノン）
- ぼくんち（2003年、アスミック・エース）
- 蛇イチゴ（2003年、ザナドゥー）- 明智京蔵 役
- 六ノ珠 「エドちゃん」（2003年、衛星劇場）
- ニワトリはハダシだ（2003年、ザナドゥー）- 重山登 役
- パッチギ!（2004年、シネカノン）- 団子屋主人 役
- ミラーを拭く男（2004年、パル企画）-  村井博之 役
- 機関車先生（2004年、日本ヘラルド映画）- 児玉兵右衛門 役
- 阿波DANCE（2007年、キュービカル・エンタテインメント）
- 夢だけが人生やない（2007年） - 監督を兼務
- やじきた道中 てれすこ（2007年、松竹）- 与兵衛 役
- ホームレス中学生（2008年、東映）
- 板尾創路の脱獄王（2009年、角川映画）- 監獄島刑務所・囚人 役
- RAILWAYS 49歳で電車の運転士になった男の物語（2010年、松竹）- 長岡豊造（絹代の同級生）役

### 主なテレビバラエティ、コメディ舞台中継
- ピカ助とりもの帳（関西テレビ 1958年）[107]
- てっちゃん劇場（朝日放送 1960年-1963年）[123]
- スチャラカ社員（朝日放送 1961年）※番組自体は1967年まで継続
- てなもんや三度笠（朝日放送 1962年-1968年） - 準レギュラー[8]
- ごろんぼ波止場（朝日放送 1964年-1966年）[8]
- お笑いとんち袋（関西テレビ 1965年-1967年）[60]
- ナイトinナイト 5おっちゃんVSギャル（朝日放送 1986年-2000年） - レギュラー解答者、「松ちゃんのセンチメートルジャーニー」コーナー[124]

### テレビドラマ
- 追う男（1986年7月12日 - 8月2日、NHK総合）- 食堂『モンパルナス』主人 役
- 部長刑事（ABC）
- チンチン電車（1993年9月15日、NHK総合）
- 土曜ドラマ (NHK)（NHK総合）
  - 極楽遊園地（1997年12月6日）
  - 病院のチカラ〜星空ホスピタル（2007年） - 川崎等 役
  - 刑事の現場（2008年） - 島田老人 役
- 京極夏彦 「怪」 第3話「赤面ゑびす」（2000年7月20日、WOWOW） - 常念 役
- 藤沢周平の人情しぐれ町（2001年、NHK総合）
- グッド★コンビネーション（2001年、NHK総合）
- 京都殺人案内（2001年、ABC）
- 京都マル秘仕事人（2001年、ABC）
- レッツ・ゴー!永田町（2001年、日テレ）
- ハイビジョンスペシャル 神の手をもつ絵師 若冲（2001年12月11日、NHK BShi）
- 夫婦漫才（2001年12月30日、TBS）
- 海図のない旅（2002年、NHK総合）
- 神の手を持つ絵師 若冲（2002年・NHKBS2）- 木村兼葭堂
- 連続テレビ小説（NHK）
  - ふたりっ子[125]（1997年） - 医者 役
  - 甘辛しゃん[125] (1997年)
  - ほんまもん[125]（2001年）
  - まんてん[125]（2003年）
  - わかば[125]（2005年）
  - だんだん[125]（2008年）
- 新しい朝が来た 8月15日のラジオ体操（2003年、NHK総合）
- シンシア 〜介助犬誕生ものがたり〜（2003年、毎日放送）
- 獄門島（2003年、テレビ東京）- 嘉右衛門 役
- 離婚弁護士 第9話（2004年6月10日、フジテレビ） - 愛光病院の元院長 役
- 京都金沢かぐや姫殺人事件・火曜サスペンス劇場（2004年、日テレ） - 東野昇一 役
- すみれの花咲く頃（2007年、NHK総合）
- 坂の上の雲（2009年、NHK総合）- 富田 役
- その街の今（2010年、関西テレビ）[126]
- 石坂線物語 華の火（2012年、NHK大津）

ほか多数

## 笑福亭松之助を演じた俳優
- 金山一彦 - 舞台『吉本百年物語 これで誕生! 吉本新喜劇』（2012年）
- 小野了 - 『Jimmy〜アホみたいなホンマの話〜』（2018年、Netflix)
- 小日向文世 - 『誰も知らない明石家さんま』第5弾「さんまが泣いた日」（2019年12月1日、日本テレビ）

## 関連資料
発行年順。
- 『上方はなし』 創作落語の雑誌、1936年（昭和11年）6月1日創刊1号から1940年（昭和15年）10月1日終刊49号まで発行[注釈 17]。発行人は師匠の5代目松鶴で、4代目桂米團治は2代目桂米之助時代に「代書」を（1939年当時の世相）、3代目笑福亭枝鶴は桂花柳時代に「豆炭」を創作する足がかりを得たとされ[129]、松之助も投稿した。1972年（昭和46年）、6代目松鶴が復刻出版した[130]。
- 六代目笑福亭松鶴、笑福亭松之助、露の五郎「演目解説対談」露の五郎（編）『五代目笑福亭松鶴集』東京 : 青蛙房、1971年。全国書誌番号:75016511。
- 笑福亭松之助、明石弘之、正之「親と子で性を語ろう(6)」『週刊平凡』第28巻第4号（1986・1・31号）、マガジンハウス（編）1986年1月、90頁。コマ番号0046.jp2、doi:10.11501/1787331、国立国会図書館内限定公開。
- 「夫婦の情景（192）笑福亭松之助・明石康子夫妻」『週刊朝日』第108巻第53号（通号 4592）、東京 : 朝日新聞出版、2003年11月、72-75頁。国立国会図書館書誌ID:6739488。
- 林家染丸、露の五郎、笑福亭松之助、桂春團治、桂米朝、桂文枝『平成紅梅亭特選落語会 上方落語の神髄大御所の会 : 読売テレビ開局45年記念』よみうりテレビ（PCBG-10636、PCBG-20019）、2004年。ビデオディスク 1枚 (151分) : DVD。全国書誌番号:20735755。
- 佐々木隆「シェイクスピア落語『じゃじゃ馬ならし』に関する一考察」『武蔵野短期大学研究紀要』第35巻、狭山 : 武蔵野短期大学、2021年、25-46頁。NAID 40022574514。